# キヤノン EOS R
キヤノン EOS Rは、キヤノンが2018年9月5日に発売発表を行い同年10月25日に発売したミラーレス一眼デジタルカメラである。EOS Rシステムの初号機。

## 概要
キヤノンのミラーレス一眼カメラ自体は既にEOS Mシリーズが導入されているが、これらはコンパクト性を優先したAPS-Cサイズ撮像素子を採用したモデルであり、同社のカメラとしては初めて撮像素子が35mmフルサイズのミラーレス一眼カメラとなる。このため、新しいレンズマウントの「キヤノンRFマウント」を開発した。EFマウントとEF-Sマウントのレンズを取り付けられるアダプターが複数用意され、その中にはドロップインフィルターが組み込めるモデルもある。日本カメラ財団による2018年度の「歴史的カメラ」選定モデル。

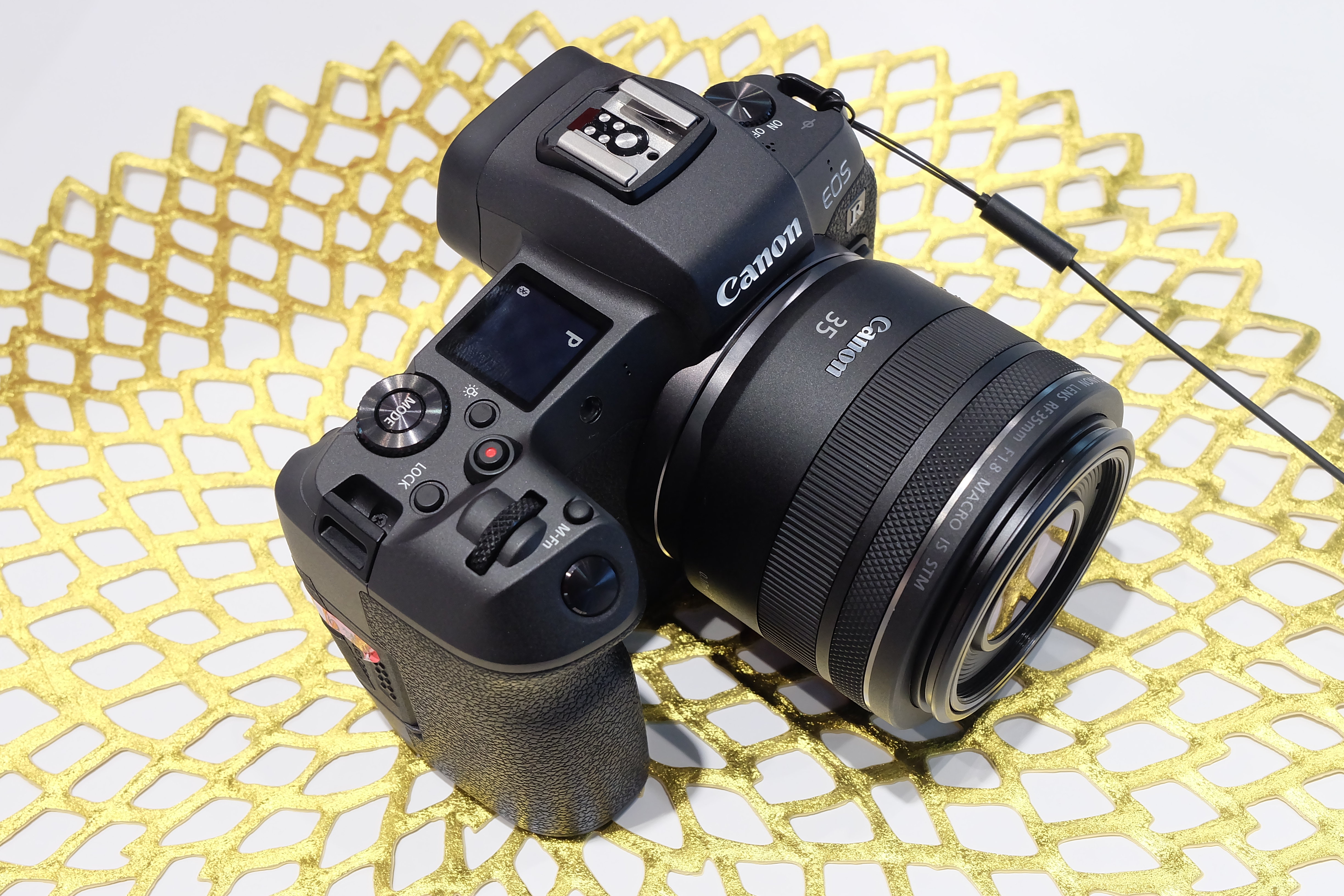
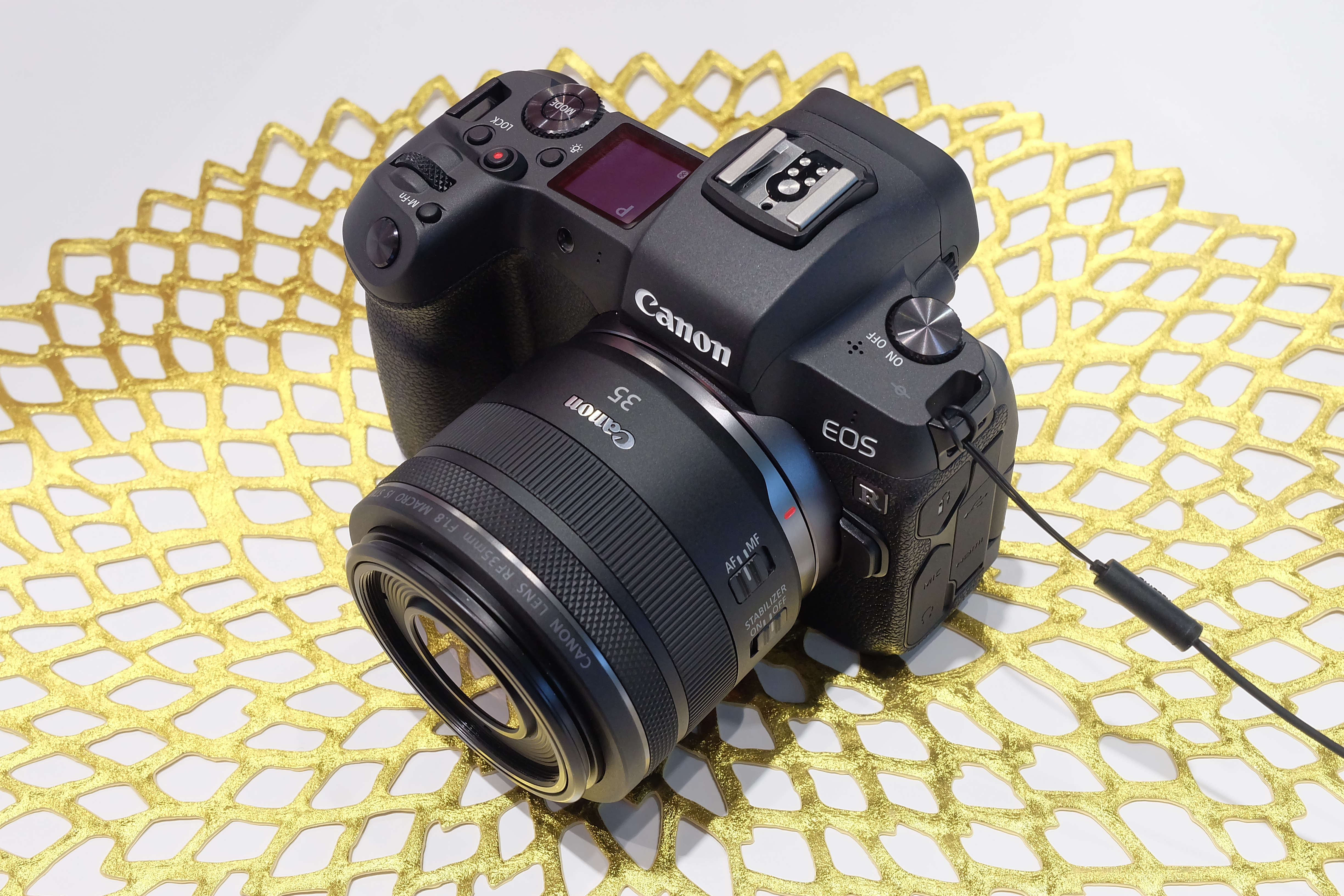
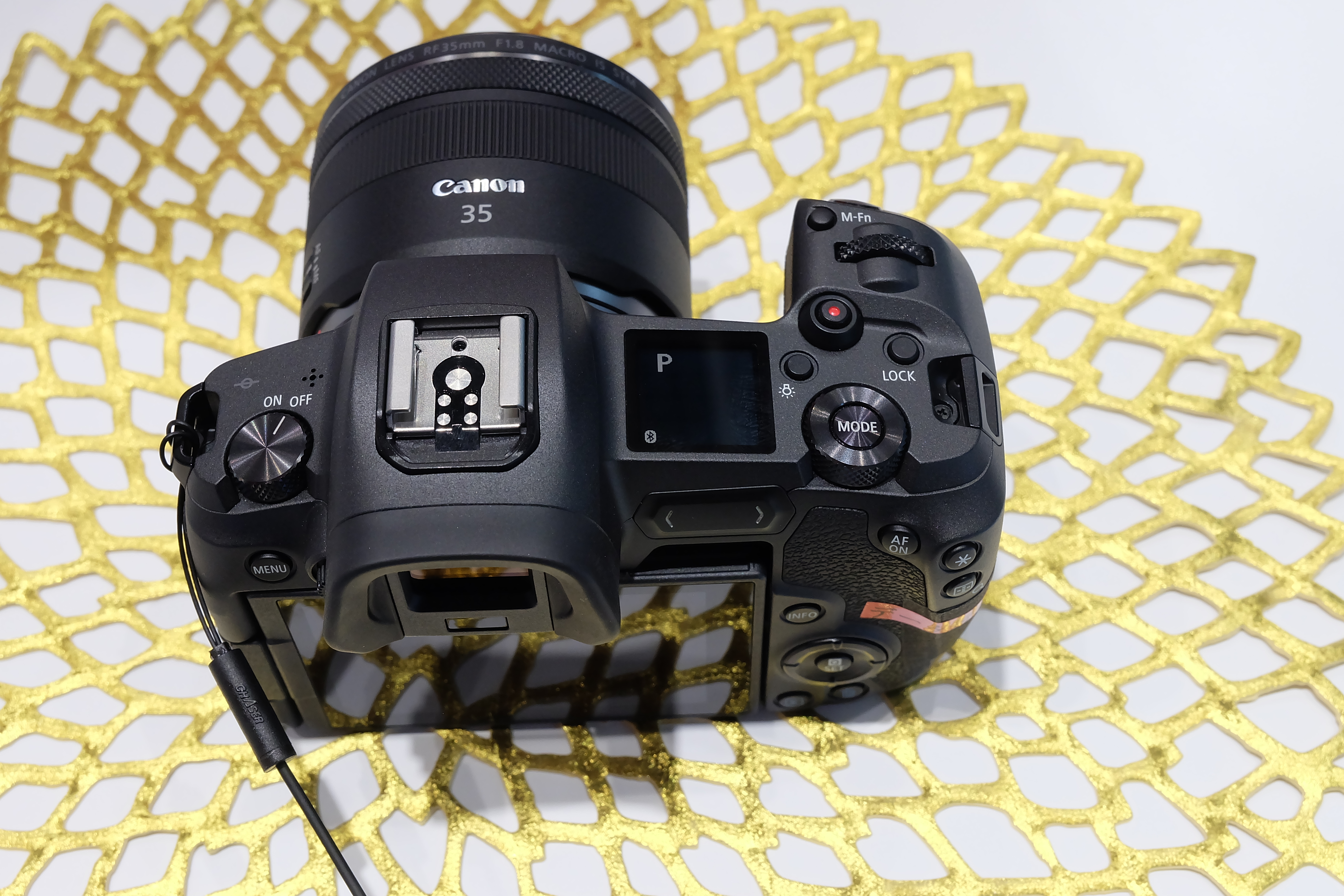
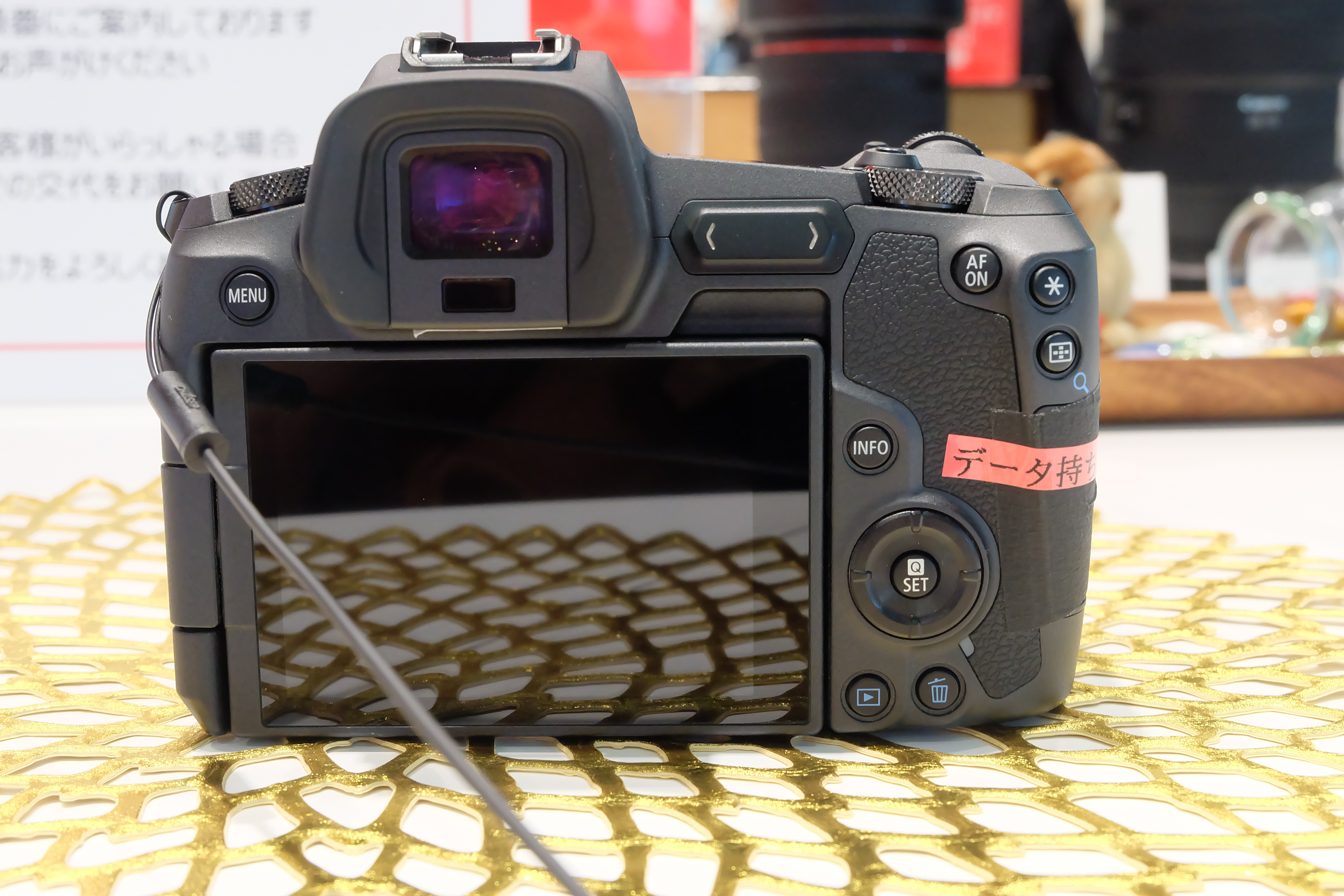
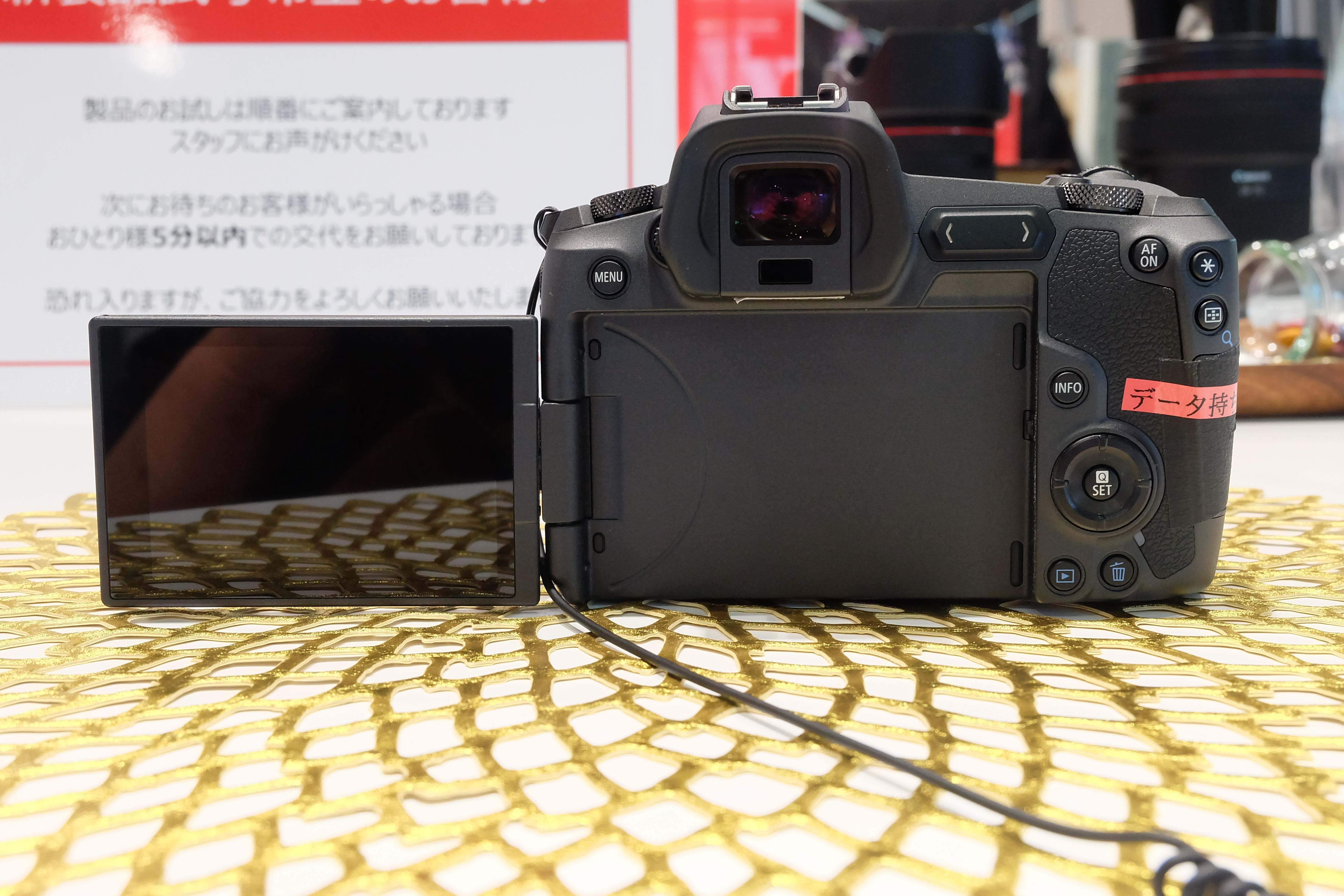

## 評判
- カメラ専門店「Map Camera」のECサイトおよび店頭における2018年11・12月のデジタルカメラ売り上げで、1位を記録した[6]。
- 2018年の「歴史的カメラ」に選定された[5]。